# 蔡祐 (弘治舉人)
蔡祐（15世紀—16世紀），又作蔡佑，字體順，號勉庵，福建泉州府晉江縣人，明朝政治人物。

## 生平
蔡祐三歲失怙，由母梁氏抚育成人。稍長，哀於無父之痛，轉而發奮讀書。曾跟隨蔡清學習《易經》。弘治十四年（1501年）中式舉人，次年（1502年）登會試副榜，為養老母，未再應試，參與銓選，授新寧縣教諭。當地明倫堂因大雨倒塌，他捐款修葺，又在官署旁設立講堂，每日衣冠端正，教授諸生。因母喪去官回鄉。
服闋後蔡祐調任海寧教諭，人稱他忠誠正直，為師儒典範，陞湖州府教授致仕。他在新寧曾代理知縣，實施良政，不取縣中物資，只曾因為母親生病思念竹筍，破例接受一次他人饋贈，自海寧調任湖州時，士子也爭相留下畫像，死後入祀鄉賢祠和三地名宦祠。

## 家族
子蔡克廉，嘉靖八年進士。

## 引用
1. 1 2  道光《晉江縣志·卷三十八·人物志·名臣之二》：蔡佑，字體順，號勉庵。三歲而孤。其母梁氏，艱貞守之。佑數歲，哀不見父，掩泣發憤，讀書敏記。從田南山受蔡虛齋易學，複以新得疑義，往質虛齋。虛齋曰：「我學蓋如是。」遂傳虛齋之《易》。最好朱文公《家禮》，講肄行之，造次必於禮。弘治辛酉舉鄉薦，壬戌會試，登乙榜，即就銓養母，得新寧教諭。丁母艱，服除，改海寧。遷湖州府教授致仕，佑所至教士皆悅附。其諭新寧時，上官檄視邑篆，省文書，所宜施行，上聞下施，不取邑中一物。會其母病思筍，有持饋者，遂受之。邑人以為特事。其自海寧徙湖州，士爭畫像，乞留衣帶。去湖亦如之。泉中祀鄉賢。子克廉。
2. ↑  光緒《【廣東】新寧縣志·卷十八·列傳一》：蔡佑，晉江人，宏治十五年以舉人授教諭，宅心光大、積學優長，時明倫堂以雨潦圮，即捐修之，創講堂一區於官廨之右，每日正衣冠與諸生端坐，隨材高下示以進修之方，敏業者獎、弗率者責，多所造就，以丁內艱去，歿後祀名宦祠。 據王志修
3. ↑  康熙《海寧縣志·卷十·名宦志》：蔡佑，晉江人，正德六年任海寧教諭，論者謂：「佑忠誠公謹、正直光明，端師儒之範，峻禮法之防云。」遷湖州教授去，俎豆名宦。